# Axel Hambræus

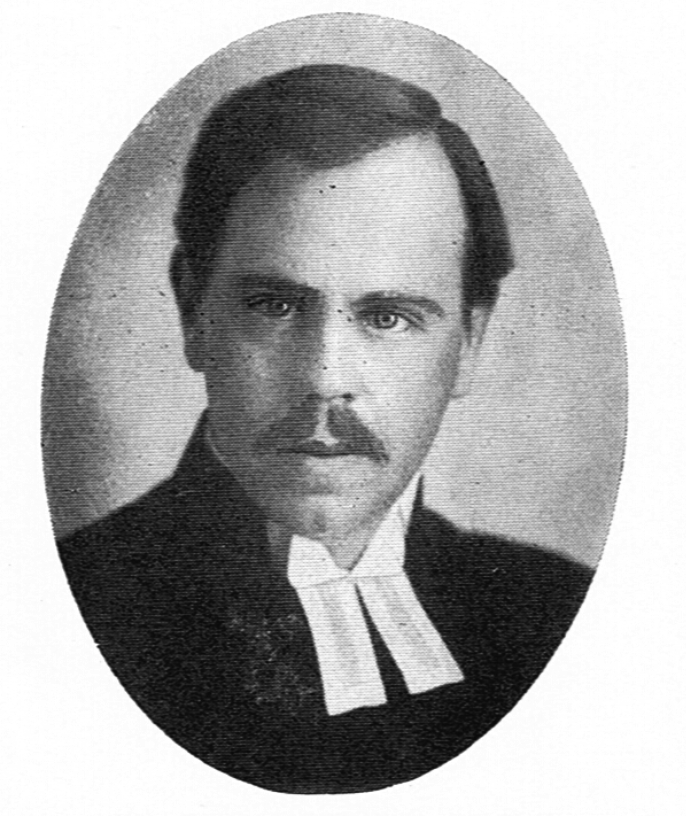
Axel Hambræus, 1940

Axel Edward Hambræus (* 1. Januar 1890 in Nora; † 22. Februar 1983 in Orsa, Kopparbergs län) war ein schwedischer Schriftsteller und Pfarrer.

## Leben
Hambræus wurde 1890 als ältester Sohn des Organisten Axel Edvard Hambræus und seiner Ehefrau Maria Johansson geboren. Der ein Jahr später geborene Gustav Ragnar Hambræus wurde später Bankdirektor in Stockholm. Axel Hambræus studierte Theologie in Uppsala, ging als junger Pfarrer nach Leksand, dann nach Siljansnäs und einer kurzen Periode in Arborga schließlich 1916 mit seiner Frau Berta Melander (1881–1962) nach Orsa. Am 25. Mai 1919 wurde dort ihr Sohn Gunnar geboren, der später Ingenieur wurde und u. a. als technischer Berater der schwedischen Botschaft in Washington, D.C. und für die Internationale Atomenergie-Organisation arbeitete. Hambraeus war 1942–1957 Vikar in der Pfarrei Orsa und 1950–1957 Kontraktspropst in Rättvik.

## Werk
Als Schriftsteller verfasste Hambræus sowohl Kinder- als auch Erwachsenen-Literatur. Die Motive seiner Bücher entnahm er aus seiner Kindheit im Bergbaugebiet Västmanland und in Dalarna.
Er veröffentlichte 1953 den Roman Der Pfarrer von Uddarbo, der auf dem Leben des Flössers Oscar Leonard Sjödin beruhte. Dieser musste wegen seiner geringen Bildung lange darum kämpfen, Pfarrer werden zu dürfen, hatte aber einen nicht aufzuhaltenden Tatendrang. Auch dessen Einsatz bei einem Kirchen-Neubau beschrieb Hambræus. Der Roman wurde 1957 mit Max von Sydow in der Hauptrolle verfilmt.
Der Roman Marit enthält den Kampf einer Frau um ihren Bauernhof in der Nähe des Orsasees, deren Mann verschollen ist, und die sich mit drei Kindern von Göteborg aus in die Heimat nach Dalarna zurück durchschlagen muss.
Der Sohn eines Organisten komponierte auch Volks- und Kammermusik.

## Rezeption
Gerade der Roman Pfarrer von Uddarbo wird im deutschsprachigen Bereich mehrfach von Theologen zitiert. So greift man zum Beispiel sein Zitat von dem größten Wunder, „das Gott an den Menschenherzen tut,“ auf: „Es geschieht, wenn wir unsere Herzen öffnen, um dem Nächsten in innerer oder äußerer Not beizustehen – durch den Geist der Liebe Gottes“.
Der Pfarrer von Uddarbo, Marit, Anneli und die Weihnachtsgeschichten erlebten in christlichen Verlagen etliche Neuauflagen, die bis in die 1980er Jahre reichten. Viele Erzählungen Axel Hambræus’ wurden während der späten 1950er Jahre in Sammelreihen dieser Verlag publiziert, wie z. B. in Für müde Augen der Christlichen Verlags-Anstalt in Konstanz oder Acht Seiten Freude des Rufer-Verlags in Gütersloh.

## Werke
Schwedisch
- Himlabågen. Berättelser för söndagsskolan och hemmet, 1930
- Kopparbågen. Verklighetsskildringar, 1931
- Människobarn. Berättelser och upplevelser, 1933
- Mästare i tonernas värld. En samling musikerporträtt, 1933
- Kyrkan sjunger. Dikter av Axel Hambraeus m.fl. 1934
- Gunhild. 1934
- Det spelar och sjunger. En berättelsebok. 1936
- Vårblom. 1936
- Källorna vid vägen. Små människoskildringar. 1937
- Från fjäll och gata. 1937
- I julstuga och sommarsal. 1938
- De två riddarborgarna. En historia från gamla tider berättad för ungdom. 1939
- Vandring och vila. Noveller. 1940
- Det hände i Uppsala 1541. En pojkhistoria om en märkvärdig bok. 1941
- Mauritz i Mosstorpet och andra barnhistorier. 1941
- När hjärtat brinner. 1942
- Livet är rikt. En berättelsebok. 1944
- Vildmark och rosengård. Berättelser. 1945
- En adjunkt i Leksand och andra historier. 1946
- Gråa stugor, gyllne slott. 1947
- Glädjens väktare. Berättelser. 1948
- Marit. Historien om en tapper dalakvinna. 1949
- Orgelträtan. En sockenstämma i Orsa på 1840-talet. Krönikespel till Moramässan. 1949
- Sagan om de första julklapparna (Med färgådda och slungsten) 1950.[10]
- Grim och Irina. En historia om Vite Krist och folket i Dalarnes land. 1951
- Skärvor och helhet. Några ord till mina medmänniskor. 1952
- Med ljus och lykta. Noveller. 1952
- Prästen i Uddarbo. Sången om en vän. 1953
- När Jussuf red till Jerusalem och andra små historier. 1953
- Spel-Jerkers saga och andra historier. 1954
- Per-Magnus bygger. Roman 1955
- Näverkonten. Berättelser. 1956
- Anneli Bergsmansdotter. 1958
- Julros och slåtterblomma. Noveller. 1959
- En kvinna for till Halldal. Roman. 1960
- Annelis son. 1961
- Den stora glädjen och andra noveller. 1962
- Finnmark och fäbod. Skisser ur Hans Vasenius’ minnesbok. 1963
- Myren blommar. 1964
- Myrens höst. 1965
- Myren brinner. En sommarfantasi. 1967
- Sjung min fiol. Noveller. 1967
- Aino vildmarksflickan. 1969
- Vandringspräst. 1970
- Vid klockstapeln. Noveller. 1972

In deutscher Übersetzung
- Der Pfarrer in Uddarbo: Das Lied von einem Freund. Übersetzt von Alfred Otto Schwede, (1. Ausgabe Zürich 1954) Berlin 1960, ISBN 3-7655-3696-2 (schwedisch: Prästen i Uddarbo - Sången om en vän)
- Menschen im Weihnachtslicht. 5 schwedische Weihnachtsgeschichten. Zwingli Verlag, Zürich 1955.
- Per-Magnus baut (Per-Magnus bygger). Aus dem Schwedischen übersetzt von Friedrich Peter. Zwingli Verlag, Zürich 1956.
- Die grosse Freude : 6 Weihnachtsgeschichten. Aus dem Schwedischen übersetzt von Charlotte Lilius, Zwingli Verlag, Zürich 1957.
- Anneli (Anneli bergmansdotter). Aus dem Schwedischen übersetzt von Günther Reubel und Thea Staedtler, Zwingli Verlag, Zürich 1958.
- Grim und Irina (Grim och Irina). Aus dem Schwedischen übersetzt von Günther Reubel und Thea Staedtler, Christliche Verlags-Anstalt, Konstanz 1958.
- Geschichten aus Dalarne. 10 Erzählungen. Aus dem Schwedischen ausgewählt und übersetzt von Ilse Meyer-Lüne, Zwingli Verlag, Zürich/Stuttgart 1959.
- Der Burgvogt von Hohenwart (De tva riddarborgarna) Aus dem Schwedischen übersetzt von Thea Staedtler, Christliche Verlags-Anstalt, Konstanz 1958.
- Saitenspiel des Lebens. Aus dem Schwedischen übersetzt von Günther Reubel und Thea Staedtler, Christliche Verlags-Anstalt, Konstanz 1961.
- Marit: Die Geschichte einer tapferen Dalekarlierin. Übersetzt von Alfred Otto Schwede, Berlin 1962 (schwedisch: Marit. Historien om en tapper dalakvinna).
- Die sieben Ärgernisse und andere Erzählungen. Aus dem Schwedischen übersetzt von Günther Reubel und Thea Staedtler, Claudius Verlag, München 1963.
- Eine Frau fuhr nach Halldal (En kvinna for till Halldal). Übersetzt von Alfred Otto Schwede, Evangelische Verlags Anstalt, Berlin-Ost 1963.
- Reise mit Apostelpferden. Legenden. Aus dem Schwedischen übersetzt von Günther Reubel und Thea Staedtler, Claudius Verlag, München 1964.
- Weihnachtsgäste (Julgästerna). Siebenstern Taschenbuch Verlag, München/Hamburg 1965.
- Das Moor blüht : Aus dem Leben eines Pfarrers in der Wildmark (Die Sennhütte auf dem Fyriberg = Finnmark och fäbod; Das Moor blüht = Myren blommar) Ins Deutsche übertragen von Ilse Meyer-Lüne, Flamberg Verlag, Zürich/Stuttgart 1965.
- Der Honigmann : Geschichten von Kindern. Aus dem Schwedischen übersetzt von Günther Reubel und Thea Staedtler, Claudius Verlag, München 1966.
- Calixtus : Geschichten vom Leben. Aus dem Schwedischen übersetzt von Günther Reubel und Thea Staedtler, Claudius Verlag, München 1967.
- Unruhig ist unser Herz (Myrens hörst) Flamberg Verlag, Zürich/Stuttgart 1967.
- Mit den Augen des Herzens : Erzählungen. Aus dem Schwedischen übertragen von Gerda Neumann. Claudius Verlag, München 1969.

Musikstücke
- Musikalier. Sju små preludier (för orgel).
- O, huru stilla. Sång för en röst med piano. 1924
- Melodier från Skattungbyn. 1928
- Tre gamla Orsalåter. (Musikhandskrift).
- Elegi, violin, piano, op. 17.